# Pierre Drouguet
Pierre Drouguet (Luik, 2 mei 1962) is een gewezen voetballer. Hij is keeperstrainer van de beloften van KAS Eupen.

## Carrière
Drouguet debuteerde in 1981 bij Club Luik. In eerste instantie verdween hij in de schaduw van Guy Hubart, maar nadien werd hij de vaste doelman. Drouguet werd met zijn ploeg in 1985 derde in de competitie, na RSC Anderlecht en Club Brugge. Daardoor mocht Club Luik een jaar later deelnemen aan de UEFA Cup.
In 1987 haalde KV Mechelen hem naar Vlaanderen. Drouguet werd de doublure van Michel Preud'homme. Hij won met Malinois de Europacup II, de Europese Supercup en de landstitel. Maar spelen deed hij amper.
Na het winnen van het kampioenschap stapte Drouguet op. Hij belandde bij het KV Kortrijk van trainer Henk Houwaart. Drouguet werd er de opvolger van Patrick Deman. Een seizoen later werd René Desaeyere de nieuwe coach. Hij zou Drouguet in 1993 naar Beerschot VAV halen. Op het Kiel werd hij een ploegmaat van onder andere Philippe Clement en Jerko Tipuric. De ondertussen 32-jarige doelman wekte de interesse van KV Mechelen.
In 1995 keerde hij terug naar Mechelen, waar hij nu wel eerste keuze werd. Gedurende twee seizoenen bleef hij het doel verdedigen van de Malinois. Nadien zette hij een stap terug en trok hij naar FC Turnhout. In 1999 keerde Drouguet terug naar Wallonië. In zijn geboortestreek was hij tot 2003 doelman bij RCS Verviétois.

## Clubs
- 1981-1987 : Club Luik
- 1987-1989 : KV Mechelen
- 1989-1993 : KV Kortrijk
- 1993-1995 : Beerschot VAV
- 1995-1997 : KV Mechelen
- 1997-1999 : FC Turnhout
- 1999-2003 : RCS Verviétois